# 宮脇典彦
宮脇 典彦（みやわき のりひこ、1955年 - ）は、日本の統計学者。経営管理学博士。法政大学名誉教授、元経済学部長。

## 略歴
- 1973年3月　　東京都立青山高等学校卒業
- 1978年3月　　慶應義塾大学工学部管理工学科卒業
- 1980年3月　　慶應義塾大学大学院工学研究科管理工学専攻 修士課程修了 （工学修士)
- 1983年3月　　慶應義塾大学大学院工学研究科管理工学専攻 博士課程 単位取得満期退学
- 1986年3月　　ロチェスター大学サイモン経営管理大学院 博士課程修了
- 1986年4月　　法政大学経済学部研究助手
- 1986年5月　　ロチェスター大学よりPh.D. （経営管理学博士) の学位を取得
- 1987年4月　　法政大学経済学部助教授
- 1992年4月　　法政大学経済学部教授（2025年3月まで）
- 2007年4月　　法政大学経済学部長（2009年3月まで）
- 2008年4月　　法政大学体育会水泳部部長（2025年3月まで）
- 2011年4月　　法政大学総長室長（2014年3月まで）
- 2013年4月　　法政大学体育会野球部部長（2014年3月まで）
- 2021年5月　　藍綬褒章受賞
- 2025年4月　　法政大学名誉教授・体育会水泳部名誉部長

## 主な活動
研究分野： 経営統計学・経営と情報・データ解析
著書
- 『FORTRAN77の実際〔データと統計解析〕』（共著）　培風館 (1993年)
- 『SASによるデータ解析の基礎』（共著）　培風館 (1997年)
- 『Excelによるデータ解析の基礎』（共著）　培風館 (1997年)
- 『SPSSによるデータ解析の基礎』（共著）　培風館 (2000年)
- 『実践的コンピュータ入門　インターネットとWindows』（共著）　有斐閣 (2002年)
- 『Excelによるデータ解析の基礎（改訂版）』（共著）　培風館 (2004年)
- 『実践的コンピュータ入門 　インターネットとWindows 〔新板〕』（共著）　有斐閣 （2008年）
- 『実践コンピューターリテラシー入門』（共著）　実教出版 （2013年）
- 『実践コンピューターリテラシー入門（改訂版）』（共著）　実教出版 （2023年）

主要研究論文
- “A Statistical Consideration on the Mapping of Mortality”（共著）, Social Science and Medicine, 15D,93-101 (1981)
- “Estimation Procedures for Variance Components Models with a Covariate”, Ph.D. Thesis, William E. Simon Graduate School of Business Administration, University of Rochester (1986)
- “A Statistical Approach for Determining Release Time of Software System with Module Structure”（共著）, IEEE Transaction on Reliability ,38/3,365-372 (1989)
- “On the Estimation Problem in the Analysis of the Time-Dependent Poisson Process”（共著）, Communications in Statistics-Simulation and Computation,22/2,591-614 (1993)
- “Aspects of Lagrangian Probability Distributions”（共著）, Journal of Applied Probability, 31/A, 185-197 (1994)

「データが語る格付け---相関分析を中心に」, JCR格付 1998年5月号 (No.87), 2-5 
- “Analysis of Multiple Queues with Passing Servers”（共著）, Chapter17, Applied Probability and Stochastic Processes , Kluwer Academic Publishers (1999)
- 「大学教育におけるITの活用」、小沢和浩編『経済再生へのIT戦略』 所収、法政大学出版局 (2006)

テレビ解説
- フジテレビ 『トリビアの泉』　2004年6月9日、8月25日、11月3日
- TBSテレビ 『確率10000000分の1！？世にも不思議な超偶然事件簿！！アレは奇跡？奇跡じゃないってば！！』　2005年5月18日
- フジテレビ 『スーパーニュース』　2006年2月15日
- 日本テレビ 『世界の果てまでイッテQ！』 　2007年2月25日、5月6日、6月3日、8月5日、9月30日、11月18日、12月9日、12月23日、2008年1月27日、3月9日、7月6日